# Бережи мене, мій талісмане
«Бережи мене, мій талісмане» (рос. «Храни меня, мой талисман») — російськомовний радянський художній фільм Романа Балаяна, що було знято на кіностудії ім. О.П. Довженка до 150-річчя з дня смерті О. С. Пушкіна.

## Сюжет
На тлі святкування Пушкінських днів у Болдіно, відбувається історія про любов і спокусу, вірність і зраду, непробивне байдуже хамство та чутливе і вразливе почуття власної гідності.
Герої фільму — журналіст Олексій (Олег Янковський), його дружина Тетяна (Тетяна Друбич) і такий собі Клімов (Олександр Абдулов).
Представляючись шанувальником поезії, Клімов проявляє особливу зацікавленість Тетяною, нахабно вриваєтьсяу чуже життя, ображаючи і принижуючи Олексія. Як Олексію захистити свої честь і гідність?..
Як 150 років тому Пушкін  — Дантеса, Олексій викликає Клімова на дуель.

## У фільмі знімались
- Олег Янковський
- Тетяна Друбич
- Олександр Абдулов
- Олександр Збруєв
- Булат Окуджава
- Олександр Адабаш'ян
- Михайло Козаков
- Олена Бризинська
- Ольга Василенко
- Галина Довгозвяга
- Михайло Пекерман
- Оксана Поліщук
- Світлана Пронько
- Алла Савченко
- Борис Таратута
- Едуард Тімлін

## Знімальна група
- Сценарій: Рустам Ібрагімбеков
- Режисер-постановник: Роман Балаян
- Оператор-постановник: Вілен Калюта
- Художник-постановник: Олексій Левченко
- Композитор: Вадим Храпачов
- Звукооператор: Людмила Любенська
- Режисер: Анатолій Вишневський
- Оператор: А. Шигаєв
- Монтаж: Олена Лукашенко
- Грим: Галина Тишлек
- Художник по костюмах: Інна Биченкова
- Режисерська група: Т. Соловйова, В. Фокіна
- Комбіновані зйомки:

оператор: Олександр Пастухов
художник: Володимир Цирлін
- Художник-фотограф: Г. Скачко
- Установник світла: А. Кучаковська
- Головний науковий консультант: С. Фомічов
- Редактор: Інеса Размашкіна
- Директор картини: Михайло Костюковський
- У фільмі брав участь Державний симфонічний оркестр УРСР, диригент — Федір Глущенко
- У фільмі звучать пісні Булата Окуджави «Былое нельзя воротить» та «На фоне Пушкина снимается семейство» у виконанні автора.

## Нагороди та номінації
Номінації
- 1986 — Венеційський кінофестиваль (Італія): основна конкурсна програма на здобуття Золотого лева[1][2][3][4][5][6][7]

Нагороди
- 1986 — Міжнародний кінофестиваль неореалістичних фільмів в Авеліно (Італія): Золотий приз[8]
- 1987 — Стамбульський міжнародний кінофестиваль (Туреччина): «Золотий тюльпан» міжнародного конкурсу[8]